# Спагетификация
Спагетификация или спагетен ефект в астрофизиката е вертикалното разтегляне и хоризонталната компресия на обекти в дълги и тънки фигури (подобно на спагети) вследствие на въздействието на много силно нехомогенно гравитационно поле. Причинява се от изключително силни приливни сили. В най-екстремните случаи, близо до черна дупка, разтягането е толкова силно, че никой обект не може да му устои, независимо колко са здрави компонентите му. В малък район хоризонталната компресия се балансира с вертикалното разтегляне, така че малки обекти, които биват спагетифицирани, не претърпяват промяна в обема.
Стивън Хокинг описва полета на въображаем астронавт, който, преминавайки през хоризонта на събитията на черна дупка, бива „разтеглен като спагети“ от гравитационния градиент (разлика в силата) между главата и краката. Причината това да се случи е, че упражнената от сингулярността гравитация би била много по-голяма в единия край на тялото. Ако човек попадне в черна дупка с краката напред, гравитацията в краката му би била много по-силна, отколкото в главата, което би накарало човека да се разтегне вертикално. Освен това, дясната част от тялото му ще бъде дръпната наляво, а лявата страна – надясно, което би компресирало човека хоризонтално. Все пак, терминът спагетификация съществува от по-рано.

## Прост пример
Нека са дадени четири отделни обекта в пространството над планета, позиционирани във формация на каро. Четирите обекта следват линиите на полето на гравитомагнетизма, насочени към центъра на небесното тяло. Според закона за обратните квадрати, най-долният от четирите обекта претърпява най-голямо гравитационно ускорение, така че цялата формация бива разтеглена в линия.
Четирите обекта могат да се считат за свързани части от по-голям обект. Твърдото тяло би устояло на деформацията и биха се развили вътрешни еластични сили, докато тялото се изкривява, за да компенсира приливните сили и да достигне механично равновесие. Ако приливните сили са твърде големи, тялото може да поддаде и пластично да потече, преди приливните сили да бъдат балансирани, или да се счупи, образувайки влакно или вертикална линия от счупени парчета.

## Примери за слаби и силни приливни сили
В гравитационното поле, причинено от точкова маса или сферична маса, в случай на еднороден прът, ориентиран по посока на гравитацията, разтегателната сила в центъра се намира чрез интегриране на приливната сила от центъра до единия край. Това дава F = μ l m4r3, където μ е стандартният гравитационен параметър на масивното тяло, l е дължината на пръта, m е масата на пръта, а r е разстоянието до масивното тяло. За нееднородни обекти разтегателната сила е по-малка, ако повечето маса е близо до центъра, или до двойно по-голяма, ако повечето маса е в краищата.
За масивни тела с повърхност разтегателната сила е най-голяма близо до повърхността и тази максимална стойност зависи единствено от обекта и средната плътност на масивното тяло (поне докато обектът е малък в сравнение с масивното тяло). Например, за прът с маса 1 kg и дължина 1 m и масивно тяло със средна плътност като тази на Земята, тази максимална разтегателна сила, поради приливната сила, е само 0,4 μN.
Поради голямата плътност, приливната сила близо до повърхността на бяло джудже е много по-силна, предизвиквайки в горния случай максимална разтегателна сила от 0.24 N. Близо до неутронна звезда приливните сили са още по-силни: ако прътът има здравина на разтягане от 10 000 N и пада вертикално към неутронна звезда с маса от 2,1 слънчеви маси, като изключим, че ще се разтопи, той ще се счупи на разстояние 190 km от центъра, много над повърхността (обичайният радиус е около 12 km).
Докато в горния случай обектите биха се разрушили, а хората биха умрели не от приливните сили, а от топлината, близо до черна дупка обектите биха се счупили, а хората биха умрели от приливните сили, защото няма излъчване. Освен това, черната дупка няма повърхност, която да спре падането. Следователно, попадналите обекти биват разтегнати в тънка лента от материя.

## В и извън хоризонта на събитията
Точката, при която приливните сили разрушават обект или убиват човек, зависи от размера на черната дупка. За свръхмасивна черна дупка тази точка лежи зад хоризонта на събитията, така че астронавт може да прекоси хоризонта на събитията, без да почувства смачкване или дърпане, въпреки че това е въпрос на време, тъй като веднъж попаднал зад хоризонта на събитията, дърпането към центъра е неизбежно. За малки черни дупки с радиус на Шварцшилд по-близък до гравитационната сингулярност приливните сили биха били смъртоностни още преди астронавтът да достигне хоризонта на събитията. Например, за черна дупка с маса от 10 слънчеви маси гореспоменатият прът би се счупил на разстояние от 320 km, много извън радиуса на Шварцшилд от 30 km. За свръхмасивна черна дупка с маса от 10 000 слънчеви маси прътът би се счупил на разстояние от 3200 km, много навътре в радиуса на Шварцшилд от 30 000 km.